# أم القصب (سوريا)
أم القصب قرية سورية تتبع ناحية خربة تين نور في منطقة حمص في محافظة حمص. بلغ عدد سكانها 904 نسمة في عام 2004 حسب إحصاء المكتب المركزي للإحصاء.